# Ханстен (лунный кратер)
Кратер Ханстен (лат. Hansteen) —  крупный ударный кратер в южной части Океана Бурь на видимой стороне Луны. Название присвоено в честь норвежского астронома Кристофера Ханстена (1784—1873) и утверждено Международным астрономическим союзом в 1935 г. Образование кратера относится к позднеимбрийскому периоду.

## Описание кратера

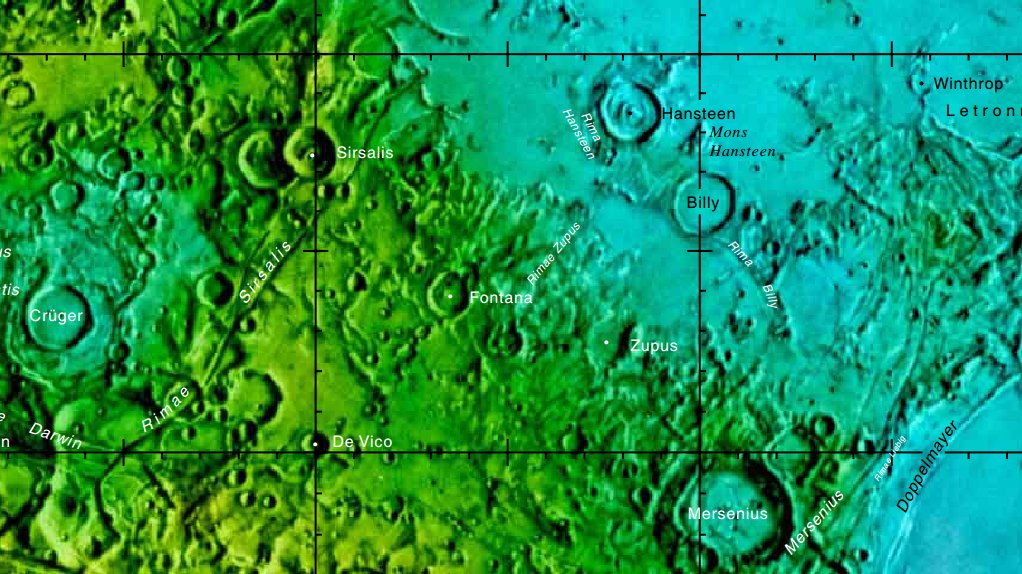
Окрестности кратера Ханстен. Фрагмент карты видимой стороны Луны.

Ближайшими соседями кратера Ханстен являются кратер Сирсалис на западе; кратеры Уинтроп и Летронн на востоке; кратер Бийи на юго-востоке и кратер Фонтана на юго-западе. Вдоль западной части вала кратера проходит борозда Ханстена;  на востоке-юго-востоке расположен пик Ханстена; на юге-юго-западе борозды Дзупи. Селенографические координаты центра кратера 11°32′ ю. ш. 52°04′ з. д. / 11,53° ю. ш. 52,06° з. д., диаметр 45,0 км, глубина 1390 м.
Кратер Ханстен имеет полигональную форму и практически не разрушен. Вал узкий, с четкими очертаниями, в северной части перекрыт небольшим кратером . Внутренний склон террасовидной структуры. Высота вала над окружающей местностью достигает 1070 м, объем кратера составляет приблизительно 1500 км³.  Дно чаши пересеченное, с множественными хребтами коцентричными по отношению к валу, покрыто сетью борозд. В северо-восточной части чаши расположен ровный участок с низким альбедо, затопленный и выровненный темной базальтовой лавой.

## Сателлитные кратеры

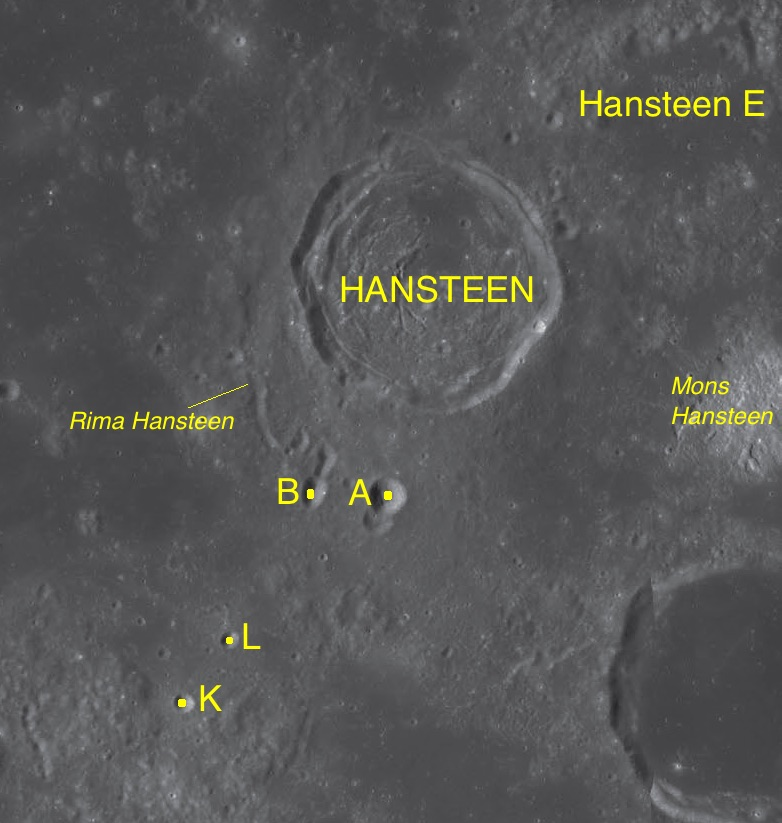
Фрагмент карты LAC-74.

| Ханстен | Координаты                                            | Диаметр, км |
| ------- | ----------------------------------------------------- | ----------- |
| A       | 12°46′ ю. ш. 52°16′ з. д. / 12,76° ю. ш. 52,26° з. д. | 6,5         |
| B       | 12°44′ ю. ш. 52°41′ з. д. / 12,73° ю. ш. 52,68° з. д. | 5,4         |
| E       | 10°37′ ю. ш. 50°36′ з. д. / 10,62° ю. ш. 50,6° з. д.  | 28,3        |
| K       | 13°54′ ю. ш. 53°25′ з. д. / 13,9° ю. ш. 53,41° з. д.  | 3,4         |
| L       | 13°33′ ю. ш. 53°09′ з. д. / 13,55° ю. ш. 53,15° з. д. | 3,1         |

## См.также
- Список кратеров на Луне
- Лунный кратер
- Морфологический каталог кратеров Луны
- Планетная номенклатура
- Селенография
- Минералогия Луны
- Геология Луны
- Поздняя тяжёлая бомбардировка